# Wilfried Nippel
Wilfried Nippel, né le 31 janvier 1950 à Wuppertal (Allemagne), est un historien allemand.

## Parcours universitaire
Après des études d'histoire et d'allemand aux universités de Cologne et de Marbourg de 1968 à 1973, Wilfried Nippel travaille pendant dix ans aux universités de Cologne, de Munich, de Bochum et de Bâle, en tant qu'assistant de recherche. En 1978, il soutient une thèse de doctorat à l'université de Bochum, sur le thème des constitutions mixtes dans l'Antiquité. En 1980/1981, Nippel est chercheur au Deutsches Historisches Institut London (Institut historique allemand de Londres), et en 1981/1982, il travaille en tant que Visiting Scholar (chercheur invité) au Darwin College à Cambridge.
Par la suite, Nippel obtient son habilitation à diriger des recherches sous la direction de Christian Meier (1983) et est membre du Collège scientifique de Berlin en 1988/1989. Depuis 1992, il enseigne l'histoire ancienne à l'Université Humboldt de Berlin et est depuis 1997 membre de l'Académie des sciences de Berlin-Brandebourg.
Nippel se spécialise dans des thèmes aussi variés que l'anthropologie historique, l'histoire des sciences, l'histoire constitutionnelle, la réception de l'Antiquité. Il est actuellement président du site Web Clio-online.

## Publications
- Mischverfassungstheorie und Verfassungsrealität in Antike und früher Neuzeit, Klett-Cotta, Stuttgart, 1980 (Geschichte und Gesellschaft, Tome 21).  (ISBN 3-12-913160-4)
- Aufruhr und "Polizei" in der römischen Republik, Klett-Cotta, Stuttgart, 1988.  (ISBN 3-608-91434-X)
- Griechen, Barbaren und „Wilde“. Alte Geschichte und Sozialanthropologie, Fischer, Francfort-sur-le-Main, 1990.  (ISBN 3-596-24429-3)
- Über das Studium der Alten Geschichte (éd.), dtv, Munich, 1993.  (ISBN 3-423-04583-3)
- Public Order in Ancient Rome, Cambridge University Press, Cambridge, 1995. (Key Themes in Ancient History)
- Virtuosen der Macht. Herrschaft und Charisma von Perikles bis Mao (éd.), C.H. Beck, Munich, 2000.  (ISBN 3-406-46045-3)
- Theodor Mommsens langer Schatten. Das Römische Staatsrecht als bleibende Herausforderung für die Forschung (éd., avec Bernd Seidensticker), Olms, Hildesheim, 2005 (Spudasmata, tome 107).  (ISBN 3-487-13086-6)
- Johann Gustav Droysen. Ein Leben zwischen Wissenschaft und Politik, C.H. Beck, Munich, 2008.  (ISBN 978-3-406-56937-1)
- Liberté antique, liberté moderne : les fondements de la démocratie de l'Antiquité à nos jours (trad. Olivier Mannoni), Toulouse, Presses Universitaires du Mirail, 2010  (ISBN 978-2-8107-0127-8)